# 第43屆報知電影獎
第43屆報知電影獎是表彰2017年12月1日至2018年11月30日期間，於日本公開上映的本地及外國優秀電影。
入圍名單於2017年11月11日公佈，11月28日公佈各獎項得主，頒獎典禮將於同年12月舉行。
本屆獲提名最多的電影包括：《犬猿》及《小偷家族》，各有8項提名。

## 獎項
★ 代表該入圍者 / 入圍電影為讀者票第一名

### 最佳電影
| 得獎電影     | 入圍名單               |
| ------------ | ---------------------- |
| 《孤狼之血》 | 《當祈禱落幕時》       |
| 《孤狼之血》 | 《一屍到底》           |
| 《孤狼之血》 | 《北之櫻守》           |
| 《孤狼之血》 | 《きみの鳥はうたえる》 |
| 《孤狼之血》 | 《教誨師》             |
| 《孤狼之血》 | 《去年冬天與你別離》   |
| 《孤狼之血》 | 《犬猿》               |
| 《孤狼之血》 | 《检察方的罪人》       |
| 《孤狼之血》 | 《空中急診英雄》★      |
| 《孤狼之血》 | 《孤狼之血》           |
| 《孤狼之血》 | 《陽光姊妹淘》         |
| 《孤狼之血》 | 《飛上天空的輪胎》     |
| 《孤狼之血》 | 《散り樁》             |
| 《孤狼之血》 | 《人魚沉睡之家》       |
| 《孤狼之血》 | 《睡著也好醒來也罷》   |
| 《孤狼之血》 | 《龐克武士》           |
| 《孤狼之血》 | 《響HIBIKI》           |
| 《孤狼之血》 | 《日日是好日》         |
| 《孤狼之血》 | 《小偷家族》           |
| 《孤狼之血》 | 《燒肉ドラゴン》       |

### 最佳導演
| 得獎者                  | 入圍名單                                                      |
| ----------------------- | ------------------------------------------------------------- |
| 大森立嗣 《日日是好日》 | 上田慎一郎 《一屍到底》                                       |
| 大森立嗣 《日日是好日》 | 大根仁 《陽光姊妹淘》                                         |
| 大森立嗣 《日日是好日》 | 大森立嗣 《日日是好日》                                       |
| 大森立嗣 《日日是好日》 | 是枝裕和 《小偷家族》                                         |
| 大森立嗣 《日日是好日》 | 白石和彌 《サニー／32》 《孤狼之血》 《止められるか、俺たち》 |
| 大森立嗣 《日日是好日》 | 瀨瀨敬久 《跨越8年的新娘》 《友罪》 《菊とギロチン》          |
| 大森立嗣 《日日是好日》 | 瀧本智行 《去年冬天與你別離》                                 |
| 大森立嗣 《日日是好日》 | 堤幸彥 《人魚沉睡之家》                                       |
| 大森立嗣 《日日是好日》 | 西浦正紀 ★ 《空中急診英雄》                                   |
| 大森立嗣 《日日是好日》 | 濱口龍介 《醒來也好睡著也罷》                                 |
| 大森立嗣 《日日是好日》 | 福澤克雄 《當祈禱落幕時》                                     |
| 大森立嗣 《日日是好日》 | 本木克英 《飛上天空的輪胎》                                   |
| 大森立嗣 《日日是好日》 | 吉田惠輔 《犬猿》 《愛しのアイリーン》                        |

### 最佳男主角
| 得獎者                | 入圍名單                                                                                     |
| --------------------- | -------------------------------------------------------------------------------------------- |
| 役所廣司 《孤狼之血》 | 井浦新 《止められるか、俺たち》 《ニワトリスター》                                           |
| 役所廣司 《孤狼之血》 | 岩田剛典 《去年冬天與你別離》 《Perfectworld》                                               |
| 役所廣司 《孤狼之血》 | 柄本佑 《きみの鳥はうたえる》 《素敵なイナマイト スキャンダル》 《ボルトの恋人たち時の記憶》 |
| 役所廣司 《孤狼之血》 | 大杉漣 《教誨師》                                                                            |
| 役所廣司 《孤狼之血》 | 岡田准一 《散り樁》                                                                          |
| 役所廣司 《孤狼之血》 | 木村拓哉 《检察方的罪人》                                                                    |
| 役所廣司 《孤狼之血》 | 館廣 《退而不休》                                                                            |
| 役所廣司 《孤狼之血》 | 長瀨智也 《飛上天空的輪胎》                                                                  |
| 役所廣司 《孤狼之血》 | 東出昌大 《OVER DRIVE》 《菊とギロチン》 《睡著也好醒來也罷》                                |
| 役所廣司 《孤狼之血》 | 松坂桃李 《不能犯》 《娼年》                                                                 |
| 役所廣司 《孤狼之血》 | 役所廣司 《孤狼之血》                                                                        |
| 役所廣司 《孤狼之血》 | 安田顯 《每天回家老婆都在裝死》 《愛しのアイリーン》                                         |
| 役所廣司 《孤狼之血》 | 山崎努 《仙人畫家：熊谷守一》                                                                |
| 役所廣司 《孤狼之血》 | 山下智久 ★ 《空中急診英雄》                                                                  |
| 役所廣司 《孤狼之血》 | 中川雅也 《小偷家族》                                                                        |

### 最佳女主角
| 得獎者                                   | 入圍名單                                               |
| ---------------------------------------- | ------------------------------------------------------ |
| 篠原涼子 《陽光姊妹淘》 《人魚沉睡之家》 | 有村架純 《在咖啡冷掉之前》 《こぞくいろRAILWAYS》     |
| 篠原涼子 《陽光姊妹淘》 《人魚沉睡之家》 | 安藤櫻 《小偷家族》                                    |
| 篠原涼子 《陽光姊妹淘》 《人魚沉睡之家》 | 門脇麥 《ここは退屈えに来て》 《止められるか、俺たち》 |
| 篠原涼子 《陽光姊妹淘》 《人魚沉睡之家》 | 黑木華 《日日是好日》 《古書堂事件手帖》               |
| 篠原涼子 《陽光姊妹淘》 《人魚沉睡之家》 | 篠原涼子 《陽光姊妹淘》 《人魚沉睡之家》               |
| 篠原涼子 《陽光姊妹淘》 《人魚沉睡之家》 | 趣里 《生きてるだけで、愛》                            |
| 篠原涼子 《陽光姊妹淘》 《人魚沉睡之家》 | 土屋太鳳 《跨越8年的新娘》 《鄰座的怪同學》 《累》     |
| 篠原涼子 《陽光姊妹淘》 《人魚沉睡之家》 | 長澤雅美 《愛上謊言的女人》 《第50次初吻》             |
| 篠原涼子 《陽光姊妹淘》 《人魚沉睡之家》 | 平手友梨奈 ★ 《響HIBIKI》                              |
| 篠原涼子 《陽光姊妹淘》 《人魚沉睡之家》 | 廣瀨鈴 《花牌情緣－結》 《陽光姊妹淘》                 |
| 篠原涼子 《陽光姊妹淘》 《人魚沉睡之家》 | 真木陽子 《燒肉ドラゴン》                              |
| 篠原涼子 《陽光姊妹淘》 《人魚沉睡之家》 | 松岡茉優 《被愛妄想症》                                |
| 篠原涼子 《陽光姊妹淘》 《人魚沉睡之家》 | 吉田羊 《哈納萊伊灣》 《母さんがどんなに僕を嫌いでも》 |
| 篠原涼子 《陽光姊妹淘》 《人魚沉睡之家》 | 吉永小百合 《北之櫻守》                                |

### 最佳男配角
| 得獎者                | 入圍名單                                                   |
| --------------------- | ---------------------------------------------------------- |
| 二宮和也 《檢察狂人》 | 新井浩文 《犬猿》 《陽光姊妹淘》                           |
| 二宮和也 《檢察狂人》 | 新田真劍佑 《OVER DRIVE》 《空中急診英雄》                 |
| 二宮和也 《檢察狂人》 | 伊藤健太郎 《犬猿》 《在咖啡冷掉之前》                     |
| 二宮和也 《檢察狂人》 | 北村一輝 《去年冬天與你別離》 《今夜，在浪漫劇場與妳相遇》 |
| 二宮和也 《檢察狂人》 | 齋藤工 《去年冬天與你別離》 《陪睡大人》                   |
| 二宮和也 《檢察狂人》 | 酒向芳 《檢察狂人》 《古書堂事件手帖》                     |
| 二宮和也 《檢察狂人》 | 太賀 《第50次的初吻》 《母さんがどんなに僕を嫌いでも》     |
| 二宮和也 《檢察狂人》 | 成田凌 《ニワトリスター》 《空中急診英雄》                 |
| 二宮和也 《檢察狂人》 | 西村雅彥 《嫲煩家族3》                                     |
| 二宮和也 《檢察狂人》 | 二宮和也 ★ 《檢察狂人》                                    |
| 二宮和也 《檢察狂人》 | 松重豐 《檢察狂人》 《在咖啡冷掉之前》                     |
| 二宮和也 《檢察狂人》 | 中川雅也 《サニー／32》 《陽光姊妹淘》                     |

### 最佳女配角
| 得獎者                                                      | 入圍名單                                                            |
| ----------------------------------------------------------- | ------------------------------------------------------------------- |
| 樹木希林 《仙人畫家：熊田守一》 《日日是好日》 《小偷家族》 | 新垣結衣 ★ 《空中急診英雄》                                         |
| 樹木希林 《仙人畫家：熊田守一》 《日日是好日》 《小偷家族》 | 井上真央 《燒肉ドラゴン》                                           |
| 樹木希林 《仙人畫家：熊田守一》 《日日是好日》 《小偷家族》 | 江上敬子 《犬猿》                                                   |
| 樹木希林 《仙人畫家：熊田守一》 《日日是好日》 《小偷家族》 | 尾野真千子 《素敵なイナマイト スキャンダル》 《惡搞野郎與美麗世界》 |
| 樹木希林 《仙人畫家：熊田守一》 《日日是好日》 《小偷家族》 | 筧美和子 《犬猿》 《只是掉了手機而已》                              |
| 樹木希林 《仙人畫家：熊田守一》 《日日是好日》 《小偷家族》 | 川榮李奈 《愛上謊言的女人》 《人魚沉睡之家》                        |
| 樹木希林 《仙人畫家：熊田守一》 《日日是好日》 《小偷家族》 | 樹木希林 《仙人畫家：熊田守一》 《日日是好日》 《小偷家族》         |
| 樹木希林 《仙人畫家：熊田守一》 《日日是好日》 《小偷家族》 | 木野花 《愛しのアイリーン》 《母さんがどんなに僕を嫌いでも》        |
| 樹木希林 《仙人畫家：熊田守一》 《日日是好日》 《小偷家族》 | 夏川結衣 《嫲煩家族3》                                              |
| 樹木希林 《仙人畫家：熊田守一》 《日日是好日》 《小偷家族》 | 松岡茉優 《小偷家族》                                               |
| 樹木希林 《仙人畫家：熊田守一》 《日日是好日》 《小偷家族》 | 真木陽子 《孤狼之血》                                               |
| 樹木希林 《仙人畫家：熊田守一》 《日日是好日》 《小偷家族》 | 藥師丸博子 《跨越8年的新娘》 《在咖啡冷掉之前》                     |
| 樹木希林 《仙人畫家：熊田守一》 《日日是好日》 《小偷家族》 | 吉高由里子 《檢察狂人》                                             |

### 最佳新人
| 得獎者                                                 | 入圍名單                                                       |
| ------------------------------------------------------ | -------------------------------------------------------------- |
| 蒔田彩珠 / 南沙良 《志乃ちゃんは自分の名前が言えない》 | 阿部顯嵐 ★ 《飛上天空的輪胎》                                  |
| 蒔田彩珠 / 南沙良 《志乃ちゃんは自分の名前が言えない》 | 伊藤健太郎 《犬猿》 《在咖啡冷掉之前》                         |
| 蒔田彩珠 / 南沙良 《志乃ちゃんは自分の名前が言えない》 | 上田慎一郎 《一屍到底》                                        |
| 蒔田彩珠 / 南沙良 《志乃ちゃんは自分の名前が言えない》 | 江上敬子 《犬猿》                                              |
| 蒔田彩珠 / 南沙良 《志乃ちゃんは自分の名前が言えない》 | 唐田英里佳 《醒來也好睡著也罷》 《悟はいいかそこの女子》       |
| 蒔田彩珠 / 南沙良 《志乃ちゃんは自分の名前が言えない》 | 木龍麻生 《鈴木家的謊言》 《菊とギロチン》                     |
| 蒔田彩珠 / 南沙良 《志乃ちゃんは自分の名前が言えない》 | 櫻田ひより 《咲ーSAKI》 《當祈禱落幕時》                       |
| 蒔田彩珠 / 南沙良 《志乃ちゃんは自分の名前が言えない》 | 城檜吏 《小偷家族》                                            |
| 蒔田彩珠 / 南沙良 《志乃ちゃんは自分の名前が言えない》 | 佐々木みゆ 《小偷家族》                                        |
| 蒔田彩珠 / 南沙良 《志乃ちゃんは自分の名前が言えない》 | 志尊淳 《ドルメンX》 《走れ!T校バスケット部》                  |
| 蒔田彩珠 / 南沙良 《志乃ちゃんは自分の名前が言えない》 | 中條彩未 《3D女友》                                            |
| 蒔田彩珠 / 南沙良 《志乃ちゃんは自分の名前が言えない》 | 平手友梨奈 《響HIBIKI》                                        |
| 蒔田彩珠 / 南沙良 《志乃ちゃんは自分の名前が言えない》 | 蒔田彩珠 《志乃ちゃんは自分の名前が言えない》 《貓是用來抱的》 |
| 蒔田彩珠 / 南沙良 《志乃ちゃんは自分の名前が言えない》 | 南沙良 《志乃ちゃんは自分の名前が言えない》                    |
| 蒔田彩珠 / 南沙良 《志乃ちゃんは自分の名前が言えない》 | 山本舞香 《陽光姊妹淘》 《愛在雨過天晴時》                     |

### 最佳外語片
| 得獎電影     | 入圍名單                   |
| ------------ | -------------------------- |
| 《奇蹟男孩》 | 《老娘叫譚雅》             |
| 《奇蹟男孩》 | 《極地追擊》               |
| 《奇蹟男孩》 | 《瞞天過海：八面玲瓏》     |
| 《奇蹟男孩》 | 《请以你的名字呼唤我》     |
| 《奇蹟男孩》 | 《大娛樂家》 ★             |
| 《奇蹟男孩》 | 《网络谜踪》               |
| 《奇蹟男孩》 | 《水底情深》               |
| 《奇蹟男孩》 | 《逆權司機》               |
| 《奇蹟男孩》 | 《疾速救援》               |
| 《奇蹟男孩》 | 《模犯生》                 |
| 《奇蹟男孩》 | 《巴霍巴利王：磅礴終章》   |
| 《奇蹟男孩》 | 《郵報：密戰》             |
| 《奇蹟男孩》 | 《波希米亞狂想曲》         |
| 《奇蹟男孩》 | 《媽媽咪呀！回來了》       |
| 《奇蹟男孩》 | 《不可能的任務：全面瓦解》 |
| 《奇蹟男孩》 | 《奇蹟男孩》               |
| 《奇蹟男孩》 | 《1987：黎明到來的那一天》 |

### 最佳動畫
| 得獎電影                   | 入圍名單                     |
| -------------------------- | ---------------------------- |
| 《名偵探柯南：零的執行人》 | 《犬之島》                   |
| 《名偵探柯南：零的執行人》 | 《未來的未來》               |
| 《名偵探柯南：零的執行人》 | 《莉茲與青鳥》               |
| 《名偵探柯南：零的執行人》 | 《名偵探柯南：零的執行人》 ★ |
| 《名偵探柯南：零的執行人》 | 《溫泉屋小女將》             |
| 《名偵探柯南：零的執行人》 | 《寻梦环游记》               |
| 《名偵探柯南：零的執行人》 | 《酷瓜人生》                 |
| 《名偵探柯南：零的執行人》 | 《企鵝公路》                 |

### 特別獎
| 得獎電影     |
| ------------ |
| 《一屍到底》 |